# لاري كينغ ناو
لاري كينغ الآن هو برنامج حواري من تقديم لاري كينغ يبث على تلفزيون أورا وهولو وآر تي أمريكا. بدأ البرنامج في 17 يوليو 2012، وتضمن مقابلات مع صانعي الأخبار والمشاهير وقادة العالم ونجوم الإنترنت. البرنامج كان مشابهًا للاري كينغ لايف على سي إن إن.

## البث
البرنامج هو أول مشروع من قبل تلفزيون أورا، وهي شبكة تلفزيونية حسب الطلب تأسست في مارس 2012 من قبل كينج وزوجته آنذاك شون ساوثويك كينج وكارلوس سليم. في مايو 2013، أعلنت آر تي أمريكا أنه سيتم بث لاري كينغ الآن على شبكتها أيضًا، بالإضافة إلى برنامج التسييس مع لاري كينج.